# SMS Kaiser Friedrich III
SMS Kaiser Friedrich III là chiếc dẫn đầu của lớp thiết giáp hạm tiền-dreadnought Kaiser Friedrich III được Hải quân Đế quốc Đức chế tạo vào giai đoạn cuối thế kỷ 19 bước sang thế kỷ 20. Kaiser Friedrich III được đặt lườn tại xưởng Kaiserliche Werft (Xưởng tàu Đế chế) ở Wilhelmshaven vào năm 1895, và hoàn tất vào tháng 10 năm 1898. Nó được trang bị dàn pháo chính gồm bốn khẩu 24 xentimét (9,4 in) trên hai tháp pháo nòng đôi.
Sau khi đưa ra hoạt động vào ngày 7 tháng 10 năm 1898, con tàu trở thành soái hạm của Hoàng tử Henry thuộc Hải đội 1 của Hạm đội Nhà (Heimatflotte) Đức. Vào năm 1901, con tàu bị hư hại nặng sau khi va phải chướng ngại vật ngầm dưới nước trong biển Baltic, mặc dù nó được sửa chữa sau đó. Nó tham gia rộng rãi các cuộc cơ động hạm đội trong những năm 1900-1902. Đến năm 1907, Hạm đội Nhà được tái tổ chức thành Hạm đội Biển khơi (Hochseeflotte); và đến năm 1908, Kaiser Friedrich III được hiện đại hóa, dàn pháo hạng hai của nó được tái bố trí và cấu trúc thượng tầng được cắt thấp xuống để giảm thiểu sự nặng đầu.
Do đã lạc hậu vào lúc Chiến tranh Thế giới thứ nhất nổ ra, Kaiser Friedrich III cùng các con tàu chị em chỉ hoạt động trong những nhiệm vụ giới hạn, như những hải phòng hạm trong Hải đội Chiến trận 5 vào những tháng đầu của chiến tranh. Đến tháng 1 năm 1915, Kaiser Friedrich III được rút khỏi phục vụ để sử dụng như một tàu giữ tù binh. Nó bị tháo dỡ vào năm 1919, sau khi chiến tranh kết thúc.

## Thiết kế và chế tạo
Kaiser Wilhelm II, Hoàng đế của Đế quốc Đức, tin rằng đất nước cần có một lực lượng hải quân mạnh mẽ để bành trướng ảnh hưởng ra bên ngoài lục địa Châu Âu. Vì vậy, ông khởi phát một chương trình xây dựng lực lượng hải quân vào cuối những năm 1880, và những chiếc thiết giáp hạm đầu tiên được chế tạo chính là bốn chiếc thuộc lớp Brandenburg. Chúng được tiếp nối bởi năm chiếc lớp Kaiser Friedrich III.
Các con tàu có chiều dài chung 125,3 m (411 ft), mạn thuyền rộng 20,4 m (67 ft), và độ sâu của mớn nước là 7,89 m (25,9 ft) ở phía trước và 8,25 m (27,1 ft) ở phía sau. Chúng được vận hành bởi ba động cơ hơi nước ba buồng bành trướng đặt dọc dẫn động ba trục chân vịt; hơi nước được cung cấp bởi bốn nồi hơi Thornycroft và tám nồi hơi hình trụ dọc. Hệ thống động lực của Kaiser Friedrich III sản sinh công suất 13.000 mã lực chỉ (9.700 kW), cho phép đạt đến tốc độ tối đa 17,5 hải lý trên giờ (32,4 km/h).
Dàn vũ khí của Kaiser Friedrich III bao gồm bốn khẩu 24 xentimét (9,4 in) SK/L 40 trên hai tháp pháo nòng đôi, một phía trước và một phía sau cấu trúc thượng tầng trung tâm. Dàn pháo hạng hai gồm mười tám khẩu hải pháo 15 cm (5,9 in) SK L/40 và mười hai khẩu pháo 8,8 cm (3,5 in) SK L/30 bắn nhanh. Ngoài ra nó còn được trang bị sáu ống phóng ngư lôi 45 cm (17,7 in) đặt trên các bệ xoay bên trên mực nước.
Kaiser Friedrich III được đặt hàng tại Kaiserliche Werft (Xưởng tàu Đế chế) ở Wilhelmshaven dưới cái tên tạm thời Ersatz Preussen. Nó được dự định nhằm thay thế cho chiếc tàu frigate bọc thép cũ Preussen; được đặt lườn vào năm 1895 dưới số hiệu chế tạo 22, và được hạ thủy vào ngày 1 tháng 7 năm 1896. Tên của nó được đặt theo Hoàng đế Friedrich III của Đức. Công việc tiếp tục hoàn thiện được tiến hành, bao gồm trang bị vũ khí và hoàn thiện cấu trúc thượng tầng. Con tàu được hoàn tất và đưa ra phục vụ cùng Hạm đội Đức vào ngày 7 tháng 10 năm 1898.

## Lịch sử hoạt động
Sau khi được đưa vào hoạt động, Kaiser Friedrich III được phân về Hải đội 1 thuộc Hạm đội Nhà (Heimatflotte). Hoàng tử Henry, Tư lệnh Hải đội 1, đặt cờ hiệu của mình trên chiếc Kaiser Friedrich III. Từ ngày 15 tháng 8 năm 1900 đến ngày 15 tháng 9, Hạm đội Nhà tiến hành một loạt các cuộc cơ động hạm đội tại Bắc Hải và biển Baltic. Do bốn chiếc thiết giáp hạm thuộc lớp Brandenburg đã được bố trí sang Trung Quốc trợ giúp vào việc dập tắt cuộc nổi dậy Nghĩa Hòa Đoàn, hạm đội bị sút giảm sức mạnh đáng kể. Kaiser Friedrich III cùng con tàu chị em Kaiser Wilhelm II là những thiết giáp hạm duy nhất sẵn sàng cho các cuộc cơ động; chúng được sự tham gia của các tàu frigate bọc thép Sachsen và Württemberg cùng sáu chiếc hải phòng hạm thuộc các lớp Siegfried và Odin. Trong suốt đợt cơ động, Kaiser Friedrich III được phân về lực lượng "Đức" với nhiệm vụ chống lại hải đội "Vàng" thù địch.
Ngày 17 tháng 11 năm 1900, Kaiser Friedrich III di chuyển đến Kiel sau khi tiến hành thực tập cùng hạm đội. Kaiser Wilhelm II tìm cách vượt qua Kaiser Friedrich III, nên nó dừng lại cho phép con tàu chị em băng qua mạn trái. Tuy nhiên, lệnh tăng tốc trở lại được đưa ra quá sớm, nên con tàu đã gặp tai nạn đâm phải Kaiser Wilhelm II. Kaiser Friedrich III bị hư hại nhẹ phần mũi, trong khi chiếc tàu chị em bị hư hại nhẹ ngăn chứa động cơ bẻ bánh lái. Công việc sửa chữa được hoàn tất trong vòng ba ngày, và cả hai không cần phải vào ụ tàu.

### Tai nạn va chạm 1901
Đang khi cùng với Kaiser Wilhelm II trên đường từ Danzig đến Kiel vào ngày 2 tháng 1 năm 1901, Kaiser Friedrich III va phải một chướng ngại vật ngầm dưới nước lúc 01 giờ 30 phút. Vụ va chạm đã làm tràn nước vào bốn ngăn kín nước và con tàu bị nghiêng sang mạn trái. Chấn động do va chạm còn làm hư hại các nồi hơi và làm bùng phát một đám cháy tại hầm chứa than. Mọi hầm đạn, phòng động cơ và kho chứa của con tàu phải được lầm ngập nước để ngăn đám cháy tràn lan. Hai người đã bị thương nặng, và một người thứ ba thiệt mạng do những chấn thương. Kaiser Wilhelm II phải kéo chiếc tàu chị em, mặc dù đám cháy được dập tắt và động cơ được khởi động trở lại nhiều giờ sau đó. Trong suốt quá trình tai nạn, Hoàng tử Henry dứt khoát từ chối đề nghị di tản, khẳng định: "Tôi sẽ là người cuối cùng rời tàu."
Các con tàu đến được Kiel, nơi Kaiser Friedrich III được khảo sát tỉ mỉ. Công nhân xưởng tàu phát hiện tám nồi hơi của con tàu bị hư hại nặng, và nhiều tấm vách ngăn bị uốn cong do áp lực nước; lườn tàu bị hư hại nghiêm trọng với nhiều lỗ bị xé rách ở nhiều chỗ; cả ba chân vịt của con tàu đều bị hư hại. Công việc sửa chữa tạm thời được tiến hành tại Kiel, bao gồm việc hàn kín các lỗ hổng bằng xi măng và gỗ. Vào ngày 23 tháng 4, con tàu được chuyển đến Wilhelmshaven, nơi nó được sửa chữa toàn diện. Một cuộc điều tra được tiến hành sau đó cho thấy một tàu hải đăng gần đó vốn được sử dụng trong việc dẫn đường ở eo biển vào ban đêm đã bị chệch khỏi vị trí quy định 700 mét (2.300 ft), và có nhiều dãi đá ngầm tại khu vực tai nạn không được nêu trong bản đồ hàng hải.
Vào ngày 31 tháng 8 năm 1902, cuộc cơ động hạm đội mùa Hè hàng năm được bắt đầu. Kaiser Friedrich III được cho đóng vai trò một lực lượng "thù địch" (Opfor), thoạt tiên được phân công ngăn chặn hải đội "Đức" vượt qua Vành đai lớn trong biển Baltic. Sau đó Kaiser Friedrich III cùng nhiều thiết giáp hạm khác được giao nhiệm vụ tấn công vượt qua lối ra vào cửa sông Elbe nhằm chiếm kênh đào Kaiser và Hamburg. Hải đội "thù địch" đã hoàn tất các nhiệm vụ này trong vòng ba ngày.
Đến năm 1903, hạm đội vốn chỉ bao gồm một hải đội thiết giáp hạm được tái tổ chức thành "Hạm đội Chiến trận Tích cực." Kaiser Friedrich III tiếp tục ở lại Hải đội 1 cùng với các tàu chị em và những chiếc lớp Wittelsbach mới hơn, trong khi những chiếc lớp Brandenburg cũ hơn được đưa về lực lượng dự bị để được chế tạo lại.

### Tái tổ chức hạm đội - 1905
Vào tháng 10 năm 1905, Hạm đội Nhà một lần nữa được tái tổ chức; Kaiser Friedrich III được phân về Đội 1 thuộc Hải đội 2 cùng chung với chiếc tàu chị em Kaiser Wilhelm der Große và thiết giáp hạm cũ Wörth. Vào năm 1905, Hạm đội Nhà còn bao gồm một đội ba thiết giáp hạm khác thuộc Hải đội 2 và hai đội ba thiết giáp hạm khác thuộc Hải đội 1. Chúng được hỗ trợ bởi một Hải đội tuần dương bao gồm hai tàu tuần dương bọc thép và sáu tàu tuần dương bảo vệ. Các đội tàu không được tổ chức theo lớp tàu theo cách được áp dụng sau này. Đến năm 1907, lớp thiết giáp hạm Deutschland được đưa ra hoạt động. Cùng với những chiếc lớp Braunschweig, chúng cung cấp đủ thiết giáp hạm hiện đại để thành lập hai hải đội chiến trận đầy đủ biên chế. Kết quả là Hạm đội Nhà được đổi tên thành Hạm đội Biển khơi (Hochseeflotte).
Vào năm 1908, Kaiser Friedrich III được đưa vào ụ tàu để được hiện đại hóa rộng rãi, vốn kéo dài cho đến năm 1909. Bốn trong số các khẩu pháo 15 cm của nó được tháo dỡ nhưng được bổ sung hai khẩu 8,8 cm; toàn bộ 12 súng máy được tháo dỡ, cũng như ống phóng ngư lôi phía đuôi tàu. Cấu trúc thượng tầng của Kaiser Friedrich III cũng được cắt thấp xuống để giảm bớt xu hướng lật nghiêng đáng kể của con tàu. Các ống khói của con tàu cũng được kéo dài. Kaiser Friedrich III tổng cộng đã phục vụ cùng với hạm đội đến mười năm, khi nó được điều về Hải đội 3. Tuy nhiên, khi các thiết giáp hạm dreadnought được đưa ra hoạt động vào năm 1910, Kaiser Friedrich III được cho ngừng hoạt động và đưa về lực lượng dự bị.

### Chiến tranh thế giới thứ nhất
Khi Chiến tranh thế giới thứ nhất nổ ra vào tháng 8 năm 1914, Kaiser Friedrich III và các tàu chị em được đưa trở lại phục vụ và được điều động về Hải đội Chiến trận 5. Chúng được phân nhiệm vụ phòng thủ duyên hải tại khu vực biển Baltic, cho dù chỉ làm nhiệm vụ này trong khoảng thời gian rất ngắn. Đến tháng 2 năm 1915, một lần nữa chúng được rút khỏi hoạt động và đưa về dự bị. Kaiser Friedrich III được sử dụng như một trại tù binh nổi tại Kiel sau năm 1916. Trong năm tiếp theo, nó được chuyển đến Flensburg nơi nó được sử dụng như một trại lính; rồi đến cuối năm lại được chuyển đến Swinemünde. Khi chiến tranh kế thúc, Kaiser Friedrich III được rút khỏi đăng bạ hải quân vào ngày 6 tháng 12 năm 1919, rồi sau đó được bán cho một hãng tháo dỡ tàu tại Berlin. Con tàu cuối cùng được tháo dỡ tại Kiel-Nordmole vào năm 1920. Biểu trưng trước mũi tàu hiện đang được trưng bày tại Bảo tàng Lịch sử Quân sự Liên Bang ở Dresden.